# Hans Christiansen (malarz)

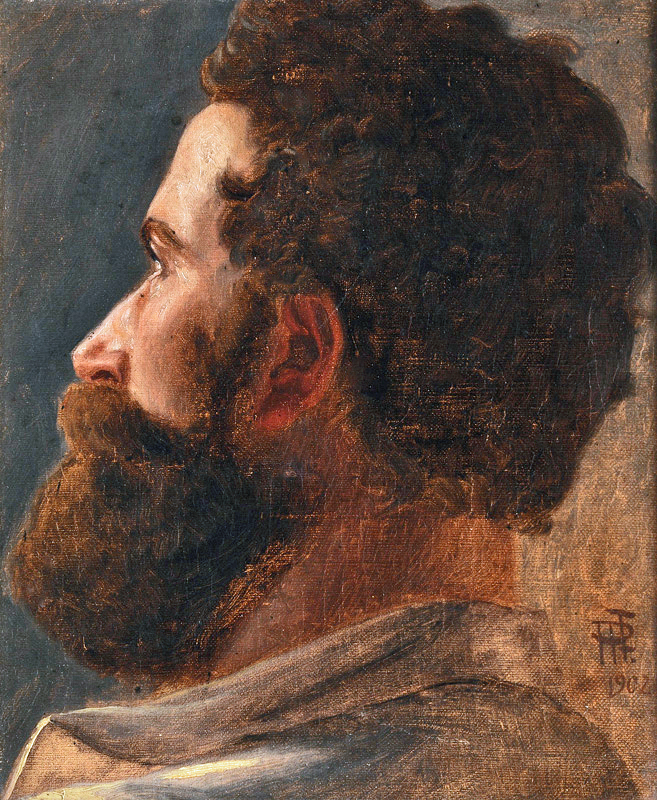
Hans Peter Feddersen, portret Hansa Christiansena

Hans Christiansen (ur. 6 marca 1866 we Flensburgu, zm. 5 stycznia 1945 w Wiesbaden) – niemiecki malarz, tworzący w stylu secesji.

## Życiorys
Jako czeladnik malarski uczęszczał do szkoły rzemiosła artystycznego w Monachium. Po podróży do Włoch pracował jako malarz-dekorator w Hamburgu. Nawiązał kontakt ze stowarzyszeniem sztuki ludowej i poświęcił się studium z natury. W 1892 opublikował wzornik Neue Flachsornamente.  W 1895 porzucił zawód i udał się przez Antwerpię do Paryża, do Académie Julian.
Na zlecenie producenta czekolady z Kolonii Ludwiga Stollwercka, zaprojektował album Znaki zodiaku.
W 1899 wielki książę Ernst Ludwig hesski (Großherzog Hessen-Darmstadt) powołał  go na członka kolonii artystycznej Darmstädter Künstlerkolonie na wzgórzu Mathildenhöhe w Darmstadt. Wraz  z Josephem Marią Olbrichem i Peterem Behrensem należał do pierwszych siedmiu członków kolonii i dostarczał wyroby rzemiosła artystycznego: meble, ceramikę, witraże i projekty biżuterii secesyjnej. Ich ideą była też, w ramach wystawy „Dokument Deutscher Kunst” w 1901, prezentacja kompletnie wyposażonych domów.
Christiansen wykonał projekt domu, który nazwał Villa Rosen. Motywem przewodnim projektu pomieszczeń i ich wyposażenia była róża. Od 1902 był malarzem w Paryżu. Od 1911 pracował jako wykładowca w Szkole Rzemiosł Artystycznych w Wiesbaden. Należał do Wolnego Bractwa Artystów Wiesbaden (Freie Künstlerschaft Wiesbaden). Dla czasopisma „Die Jugend” pracował jako grafik.
Ze względu na  styl jego sztuki, oraz to że był żonaty z Żydówką,  w 1933 (Nazizm) został obłożony zakazem malowania. Willa Rosen została zburzona w czasie II wojny światowej jej wystrój zaginął. Odnalazł się jedynie duplikat wiszącego w sypialni, a utkanego w Szkole Rzemiosła Artystycznego  Scherrebek
kilimu ściennego Schutzengel. Kilim ten sprezentował Christiansen założycielowi manufaktury Scherrebek pastorowi Jacobsenowi i został później zakupiony przez  Muzeum Kultury i Sztuki we Flensburgu, gdzie można go oglądać.